# Catedral de San Patricio (Norwich)
La Catedral de San Patricio  (en inglés: Cathedral of Saint Patrick) es una catedral de la Iglesia católica en los Estados Unidos de América.Es la iglesia madre de la Diócesis de Norwich y es el asiento de su obispo prelado. Se encuentra en Norwich, Connecticut.
En 1833, el padre James Fitton celebró la primera misa católica en Norwich en un tercer piso de un loft con doce católicos. En 1842 el primer edificio en la ciudad en servir como una iglesia era un cobertizo en Twomeytown. Un año más tarde, Norwich se convirtió en la jurisdicción de la recién erigida diócesis de Hartford. En marzo de 1845, la primera pequeña iglesia en Norwich, Santa María fue inaugurada.En 1858 fue ampliada.  
La parroquia de Santa María continuó creciendo en los finales de 1860 cuando el pastor el padre James Mullen decidió que se necesitaba una nueva iglesia. A principios de la década de 1870, un terreno había sido comprado y se aprobaron los planes para la nueva iglesia. El arquitecto James Murphy, de Providence, Rhode Island fue seleccionado para diseñar la nuevo gran iglesia. 
La piedra angular de la iglesia fue colocada el 13 de julio de 1873. La parroquia de St. Patrick se incorporó en 1878. La apertura oficial y la dedicación de la nueva iglesia se llevó a cabo el 28 de septiembre de 1879.
En 1953, la diócesis de Norwich fue creada como sufragánea de la Arquidiócesis de Hartford. La Iglesia de San Patricio se convirtió en la catedral de la nueva diócesis.

## Véase también

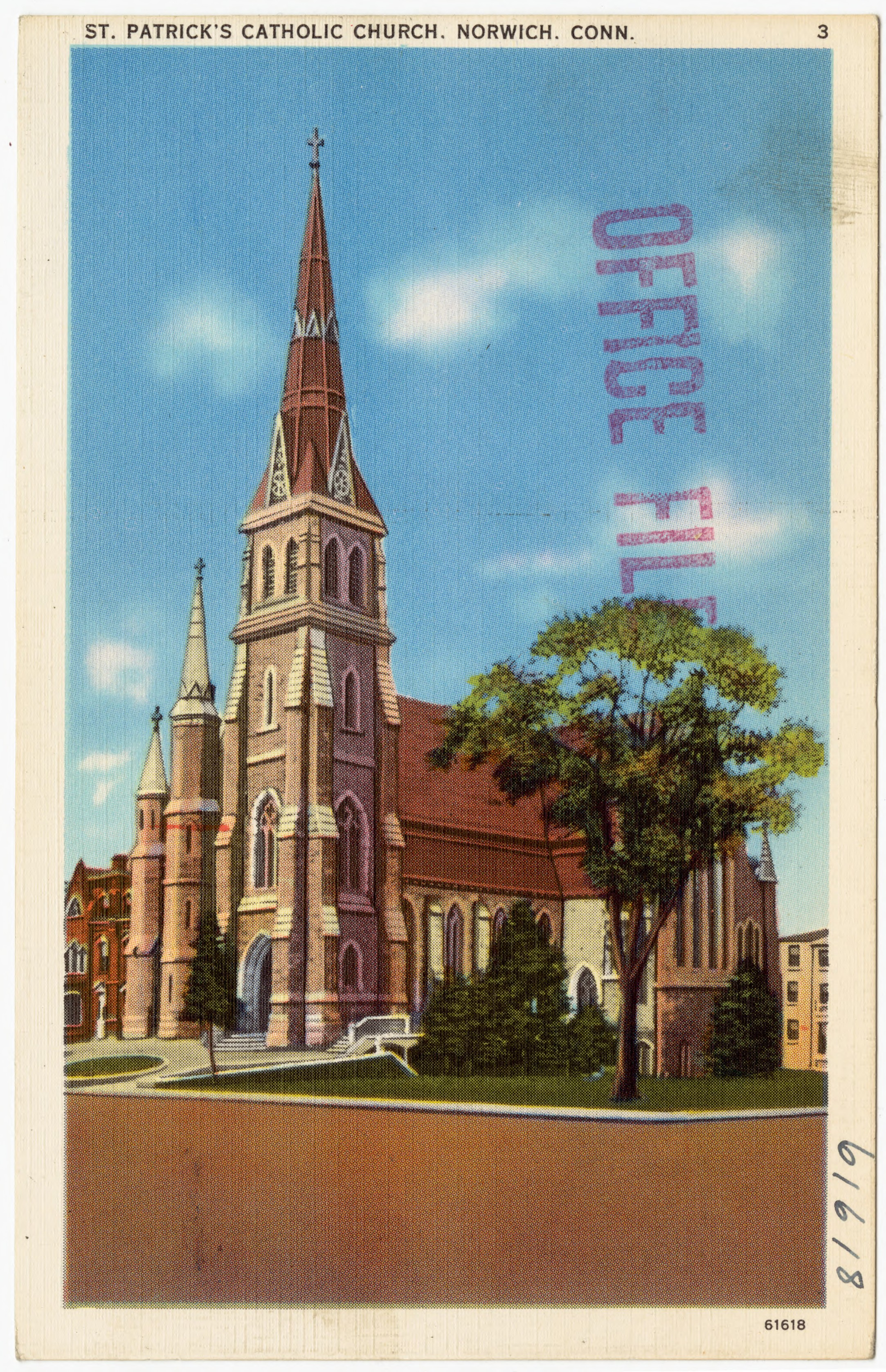
Otra vista de la catedral en una estampilla